# Crkva sv. Ane i sv. Joakima u Ulogu
Crkva sv. Ane i sv. Joakima u Ulogu je katolička crkva, filijalna crkva nevesinjske župe. Jedno je od većih obiteljskih hodočasničkih prošteništa u Hercegovini.
Dužine je 15 metara, a široka 7 metara. Određena je za sela: Obade, Tomišlja, Cerova, Baketa, Boljune i Obalj. Do rata crkva je pokrivala ova naselja koja su tad imala oko 360 vjernika katolika. Tada je ondje u Borču bila rastuća katolička zajednica. Rastuća katolička zajednica bila je toliko narasla da su bez obzira na nepovoljne prilike za katolički puk između dvaju svjetskih ratova 24. siječnja 1929. godine ovdašnji katolici zatražili i utemeljenje zasebne župe u koju bi se ušla sva naselja Borča.
Doderovom zaslugom i ostalih zainteresiranih podružna crkva nevesinjske župe sagrađena je u Ulogu, a ne kako je prvo bilo zamišljeno u Klinji. Sagrađena je i blagoslovljena 9. rujna 1937. Prva misa služena je 26. srpnja 1937.  godine.
Novosagrađenu crkvu blagoslovio je biskup Alojzije Mišić koji je to dana podijelio sakrament sv. potvrde 60-rici pripravnika. To je prvi poznati biskupski pohod ovom kraju i ovoj crkvi. Godine 1938. katolici iz Borča pisali su papi moleći pomoć za nabaviti zvono, a 1939. zvono je darovao državni ministar, lokalni sin Nikola Precca i iste je godine blagoslovljeno zvono. Za svetkovinu sv. Ane svake se godine u srpnju priređivalo svečano misno slavlje i vjernici su se u velikom broju okupljali sa svih strana. Tako je okrunjen život Hrvata katolika na ovim stranama. Danas se redovito uz ime sv. Ane spominje i njezin muž sv. Joakim. U Drugom svjetskom ratu Hrvati katolici Gornje Hercegovine teško su stradali. Tih su godina gotovo potpuno nestali. Godina 1942. ubijeno je i nestalo, bacanjem u hladnu Neretvu, mnogo župljana, među kojima i tek rođena djeca. Spomen-ploča u crkvi svjedoči o tom događaju.
Crkva je porušena je u Drugome svjetskom ratu. Zalaganjem župnika fra Grge Martića obnovljena je 1973. godine.
Dio Hrvata koji nisu zaklani u četničko-partizanskom koljačkom pohodu siječnja 1942., partizansko-četnički ubojice bacili su u hladnu Neretvu. Spasili su ih muslimani kroz čija ih je sela Neretva nosila. Godine 1987. su ta djeca spašena iz hladne Neretve godine obnovila crkvu sv. Ane u Ulogu te u crkvi postavili spomen-ploču u spomen ubijenih i onih koje je odnijela hladna Neretva. 
Sela koja je pokrivala ostala su bez katolika poslije drugoga svjetskog rata, pa su do 1992. godine ovdje živjele su samo dvije obitelji na Oblju (Marić i Raguž), a u drugim selima više nije bilo katolika.
Crkva je u ratu u BiH 1991. – 1995. uspjela izaći neoštećena. Imala je sreću da je služila za vjerske potrebe vojnika-katolika iz sastava međunarodnih mirovnih snaga u vrijeme ratnih djelovanja.